# Skovby (Als)
 For alternative betydninger, se Skovby (flertydig). (Se også artikler, som begynder med Skovby)
Skovby er en by på Als med 309 indbyggere  (2024), beliggende 13 km syd for Fynshav og 15 km øst for Sønderborg. Byen hører til Sønderborg Kommune og ligger i Region Syddanmark.
Skovby hører til Lysabild Sogn. Lysabild Kirke ligger i Lysabild, 2 km nord for Skovby.

## Turisme
Ved Lillebælt sydøst for Skovby ligger sommerhusområdet Skovmose med ca. 650 sommerhuse og Skovmose Camping. Ved Drejet før Kegnæs ligger Drejby Strandcamping. Begge ligger ved Kerneland Strand, der har blåt flag.
For enden af Sydvej i Skovby ligger den tidligere landingsplads Skovby Landing. Den har eksisteret helt tilbage til omkring 1910 og har i mange år haft transporter af bl.a. tegl og sand. De gamle fiskerskure benyttes nu til klubhus, opbevaring af fiskergrej og opholdssted for Brolaugets fritidsfiskere. Bådelaugets medlemmer vedligeholder havnen og området. Foruden laugets medlemmer har også mange lokale og turister fundet vej til området.
Den 3. weekend i juli afholder Skovby og Omegns Ringriderforening ringriderfest. Festpladsen åbner fredag eftermiddag, mens selve ringridningen foregår lørdag og søndag. Søndag kl. 11.30 er der optog fra Kegnæsgård via Kegnæsvej, Fasanvej og Vindrosen ind på ringriderpladsen.
I de 2 sidste torsdage i juli afholdes ”Skovby by night”. Der er en kunst-gade og en loppe-gade, hvor private udstiller og sælger deres medbragte ting.
Kulturhus Harbæksgaard er et kunstgalleri, der også arrangerer koncerter.
2014 blev Skovby landsbylaug oprettet med det formål at fremme udviklingen og gøre Skovby endnu mere attraktiv for beboerne, men også for at give områdets turister gode oplevelser.

## Faciliteter
Skovby har Dagli'Brugs og bageri. Skovby Kro har værelser, restaurant og selskabslokaler til 150 personer.

## Historie

### Amtsbanerne på Als
Amtsbanerne på Als eksisterede i 1898-1933. Skovby blev endestation på strækningen Sønderborg-Skovby. Skovby Kro, der var grundlagt i 1875, blev også jernbanestation, som det var normalt på de tyske småbaner. Den findes stadig i moderniseret udgave for enden af Banegade på Kegnæsvej 37, men varehus og remise er revet ned.

### Genforeningssten
Foran gadekæret ved krydset Skovbyvej/Kegnæsvej står en sten, der blev rejst i 1930 til minde om Genforeningen i 1920. På stenens bagside er der indhugget et minde om Befrielsen i 1945.

### Bebyggelse
Skovby har en blanding af ældre og nyere boliger. I den nordvestlige ende af byen ligger et større boligområde fra 1970'erne med ca. 60 parcel- og rækkehuse. Ved Brugsen ligger Mølvang med 12 nyere andelsboliger.